# Josef Schiller (senátor)
Josef Schiller (19. září 1873 Touškov – 1. listopadu 1929 Karlovy Vary) byl československý politik německé národnosti a meziválečný senátor Národního shromáždění ČSR za Německou sociálně demokratickou stranu dělnickou v ČSR.

## Biografie
Působil jako komunální politik (byl členem městské rady v Ústí nad Labem), odborový funkcionář a železničář. Profesí byl těžařským úředníkem v Ústí nad Labem.
Po parlamentních volbách v roce 1920 získal za Německou sociálně demokratickou stranu dělnickou v ČSR (DSAP) senátorské křeslo v Národním shromáždění. Mandát ale získal až dodatečně roku 1925 jako náhradník poté, co zemřel senátor Wilhelm Kiesewetter.
Roku 1928 se účastnil prvního sjezdu všech sociálně demokratických stran v ČSR.